# جاکوپو سالا
جاکوپو سالا (انگلیسی: Jacopo Sala؛ زادهٔ ۵ دسامبر ۱۹۹۱) بازیکن فوتبال اهل ایتالیا است که برای باشگاه اسپتزیا بازی می‌کند.
از باشگاه‌هایی که در آن بازی کرده‌است می‌توان به باشگاه فوتبال هلاس ورونا، باشگاه فوتبال هامبورگ، باشگاه فوتبال چلسی، باشگاه فوتبال سمپدوریا و باشگاه فوتبال آتالانتا اشاره کرد.
وی همچنین در تیم‌های ملی فوتبال زیر ۱۶ سال ایتالیا، زیر ۱۷ سال ایتالیا، زیر ۱۹ سال ایتالیا و زیر ۲۱ سال ایتالیا بازی کرده‌است.